# Skeid Fotball

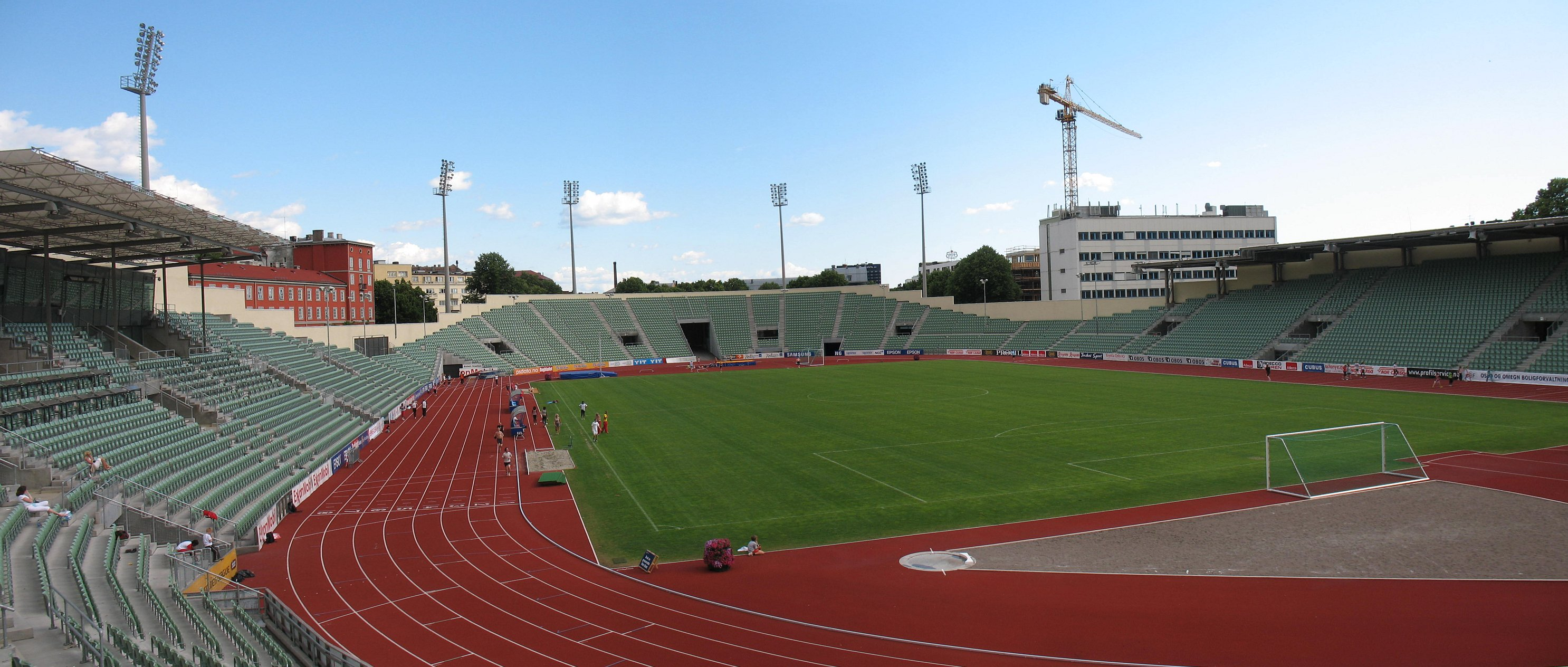
Bislett Stadion.

Skeid Fotbal es un club de fútbol noruego con sede en la ciudad de Oslo. El club fue fundado en 1915.

## Palmarés
- Tippeligaen (1): 1966
- Segunda División de Noruega (1): 2021
- Copa de Noruega (8): 1947, 1954, 1955, 1956, 1958, 1963, 1965, 1974
- Campeonato de Oslo (2): 1940, 1945

## Participación en competiciones de la UEFA
| Temporada | Torneo                    | Ronda | Club              | Casa | Visita | Global |
| --------- | ------------------------- | ----- | ----------------- | ---- | ------ | ------ |
| 1964–65   | Cup Winners' Cup          | 1     | Valkeakosken Haka | 1-0  | 0-2    | 1-2    |
| 1966–67   | Cup Winners' Cup          | 1     | Real Zaragoza     | 3-2  | 1-3    | 4-5    |
| 1967–68   | European Cup              | 1     | Sparta Prague     | 0-1  | 1-1    | 1-2    |
| 1968–69   | Inter-Cities Fairs Cup    | 1     | AIK               | 1-1  | 1-2    | 2-3    |
| 1969–70   | Inter-Cities Fairs Cup    | 1     | 1860 Múnich       | 2-1  | 2-2    | 4-3    |
| 1969–70   | Inter-Cities Fairs Cup    | 2     | Dinamo Bacău      | 0-0  | 0-2    | 0-2    |
| 1975–76   | European Cup Winners' Cup | 1     | Stal Rzeszów      | 1-4  | 0-4    | 1-8    |
| 1979–80   | UEFA Cup                  | 1     | Ipswich Town      | 1-3  | 0-7    | 1-10   |